# مايك ريتشاردسون
مايك ريتشاردسون (بالإنجليزية: Mike Richardson)‏ (2 سبتمبر 1985 بدوبسون في الولايات المتحدة - ) هو لاعب كرة قدم أمريكي في مركز الوسط. لعب مع تشارلستون بيتري.

## وصلات خارجية
- مايك ريتشاردسون على موقع قاعدة بيانات كرة القدم.إي يو (الإنجليزية)